# Унковский, Георгий Сергеевич
Гео́ргий Серге́евич У́нковский (1875 — после 1917) — русский общественный деятель, член IV Государственной думы от Пензенской губернии.

## Биография
Из потомственных дворян. Землевладелец Наровчатского уезда (750 десятин в имении Казбек), домовладелец.
Окончил 1-ю Московскую гимназию (1895) и Демидовский юридический лицей (1899).
По окончании лицея посвятил себя общественной деятельности. Избирался гласным Наровчатского уездного земства, наровчатским уездным предводителем дворянства (1899—1908, 1915—1917), почетным мировым судьей (1901—1910) и председателем Наровчатской уездной земской управы (1904—1910, 1913—1917). Дослужился до чина статского советника. Был членом «Союза 17 октября».
Осенью 1910 года поселился в своем имении Казбек, где до избрания в Думу занимался сельским хозяйством.
В 1912 году был избран в члены Государственной думы от Пензенской губернии 1-м съездом городских избирателей. Входил во фракцию октябристов, после её раскола — в группу земцев-октябристов. Состоял членом комиссий: по запросам, по переселенческому делу, по вероисповедальным вопросам, финансовой и по народному образованию. Был членом Прогрессивного блока.
Во время Февральской революции входил в комиссию Временного комитета Государственной думы по принятию задержанных военных и высших гражданских чинов. 8 апреля 1917 командирован в качестве комиссара ВКГД и Временного правительства на Беловодские государственные конные заводы для прекращения аграрных беспорядков. 20 апреля был назначен комиссаром ВКГД и Временного правительства в Пензенской губернии.
Судьба после 1917 года неизвестна. Был женат, имел сына.